# Даос

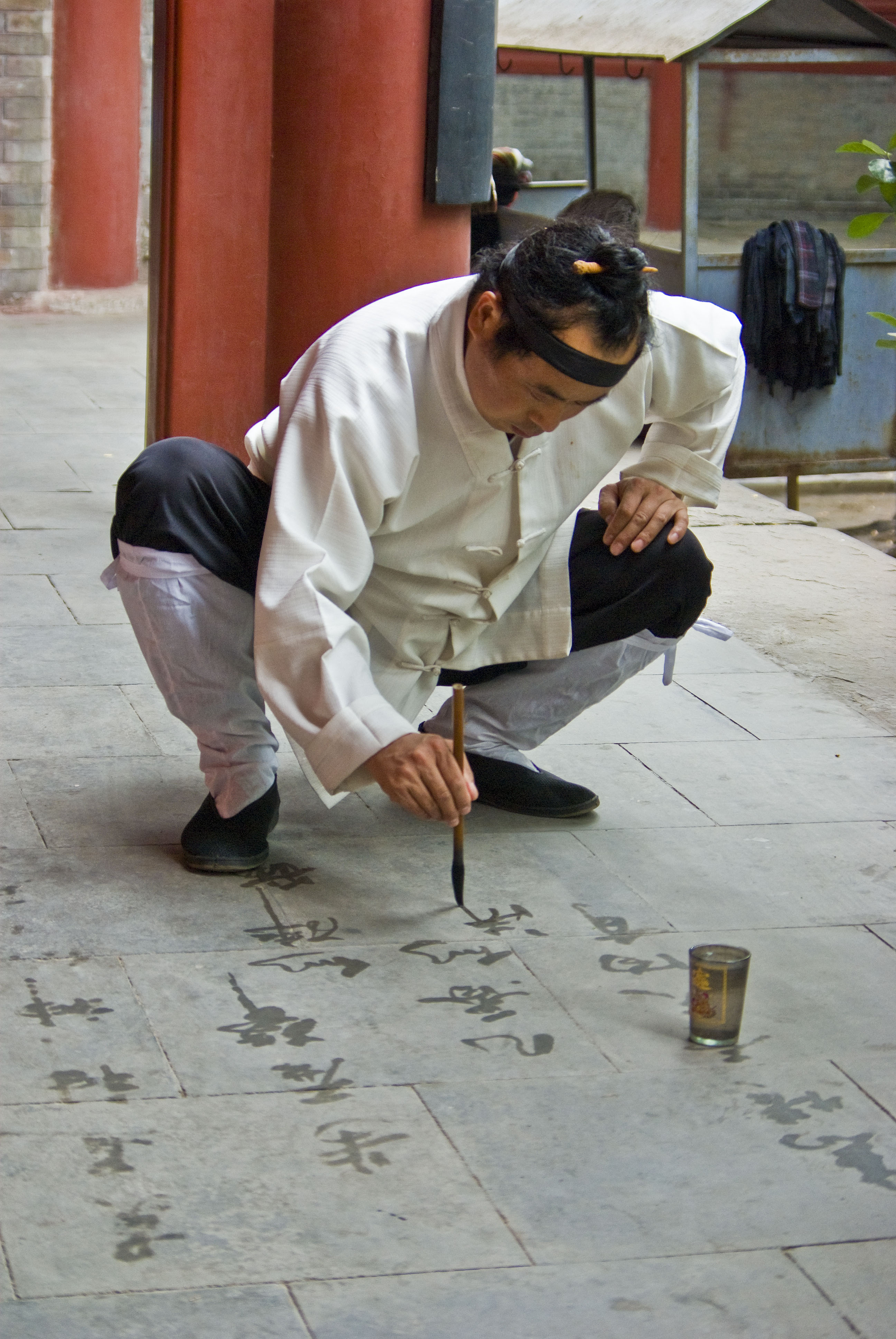
Даоський чернець (монах)

Даос (кит.: 道士   dàoshì) — адепт, який присвятив себе даосизму, це може бути відлюдник, учитель, настоятель храму, даоський чернець (в монастирських школах), член сім'ї даосів. 

## Південний даосизм
У південних немонастирських школах даосизму (напр. Школа Небесних Наставників) даосами вважають членів сім'ї настоятелів храму і приналежність до сім'ї передається у спадок, вважається, що даоси володіють «безсмертними кістками», і майстри-даоси отримують «свідоцтво про безсмертя». Однак критерієм також є володіння певними реліквіями, що включають в себе тексти літургійного змісту. Даосами можуть стати також ті, кого усиновила даоська сім'я. 
Даоси керують громадою, яка групується навколо храму і доповідає богам про свою діяльність. 